# Chaetostoma cupressinum
Chaetostoma cupressinum är en tvåhjärtbladig växtart som först beskrevs av David Don, och fick sitt nu gällande namn av Koschnitzke och Angela Borges Martins. Chaetostoma cupressinum ingår i släktet Chaetostoma och familjen Melastomataceae. Inga underarter finns listade i Catalogue of Life.